# 허준 (방송인)
허준(1977년 7월 1일~)은 대한민국의 MC이다.

## 경력
2004년 온게임넷(현 OGN)의 《아테네 올림픽》으로 데뷔해 《영웅배틀 아발론 라이브》나 《오르카 투나잇》(장민경과 함께 진행)등과 같은 E-스포츠 경기의 진행을 맡아오다가 《천하무적 야구단》의 공식 캐스터로 자리매김하여 이름을 알렸던 MC로 유명한 방송연예인이다. 한신대학교 경제학과를 졸업했으며, 온게임넷(현 OGN)에서 2019년까지 《켠김에 왕까지》라는 프로그램의 진행을 하였으며 그룹 Uno 멤버 출신의 강성민과 희극인 조현민, 류경진이 출연을 하였지만 강성민과 그룹 Uno(우노앤베티(우노(멤버:강성민, 김형철, 장신민),베티(이의정)) 난중난색 마이키(터보(멤버:김정남, 김종국, 마이키))의 피쳐링 그리고 유비스(장민호, 김무경, 김준우, 이충인) 멤버로 등장한 장민호(본명:장호근)와 함께 1997년 10월 25일에 MBC 인기가요 베스트 50 오프닝 현장에서 같이 등장)의 멤버로 활동했던 김형철, 장신민과 출연하지 못했다. 그리고 양세찬(양세형의 동생이며 현재 SBS 런닝맨에서 유재석, 지석진, 김종국, 하하, 송지효, 전소민(참고로 이광수는 하차)과 함께 진행중)과 함께 투니버스, OGN(구 온게임넷)에서 동시방영 프로그램인 소원의섬 캐릭 아일랜드를 진행한적이 있으며 헝그리앱TV에 조현민과 같이 나왔지만 강성민은 안타깝게도 헝그리앱TV(모나와)에 나오지못했다. 2016년부터 트위치TV를 통해 팬들과 직접 소통도 하고있다.

## 학력
- 한신대학교 경제학과 졸업

## 출연방송

### 케이블 프로그램
온게임넷(OGN)
- 《아테네 올림픽》(2004년)
- 《PS I LOVE YOU》(2004년)
- 《모두의 리그》(2005년)
- 《헬로 플스마켓》(2005년)
- 《12시에 만나요 XBOX360》(2007년)
- 《아크로 엑스트림 리그》(2007년)
- 《서든어택 여성리그》(2007년)
- 《렛츠고 360》(2007년)
- 《에이스 온라인》(2007년)
- 《오르카 투나잇》(2007년)
- 《FIFA 온라인》(2007년)
- 《퀸 오브 카트》(2007년)
- 《온게임넷(OGN) 스페셜 - 모바일 GPS》(2008년)
- 《오리온 키즈삼총사배 케로로파이터리그》(2008년)
- 《케로로파이터 훈련일지》(2008년)
- 《2009 젬파이터 배틀 토너먼트》(2009년)
- 《영웅배틀 아발론 LIVE》(2009년)
- 《켠김에 왕까지》(2009년)
- 《셔틀탈출기 내가 용자라니!!》(2009년)
- 《온게임넷 스페셜 - 방탈출3 리얼캠프》(2010년)
- 《신애와 밤샐기세.scx》(2010년)
- 《하트 비트 메가폰》(2011년)
- 《비디오 서바이벌 디렉터스 시즌 1》(2011년)
- 《In & Out 시즌 1》(2013년)
- 《In & Out 시즌 2》(2013년)
- 《In & Out 시즌 3》(2014년)
- 《갤럭시노트3배 전국민 모두의마블 대회》(2014년)
- 《In & Out 시즌 4》(2014년)
- 《소원의섬 캐릭아일랜드 시즌 1》(2014년)
- 《소원의섬 캐릭아일랜드 시즌 2》(2014년)
- 《히로인 오브 더 스톰》(2015년)
- 《소원의섬 캐릭아일랜드 시즌 3》(2015년)
- 《소원의섬 캐릭아일랜드 시즌 4》(2015년)
- 《서머너즈워 : 정복자들 시즌1,2,3》(2016 ~ 2017년)
- 《백발백중 챌린지》(2016년)
- 《심야의 라이브배틀》(2017년)
- 《44층 지하던전 - 겜생상담소》(2020년)

그외
- 《방송 창업 돈이 보인다》(2006년, MBN)
- 《네버엔딩 쇼를 하라》(2007년, MBC every1)
- 《E NEWS》(2007년, tvN)
- 《난장중계 광》(2007년, Superaction(OCN Thrils))
- 《뭐든지 중계! 사파리》(2008년, Superaction(현 OCN Thrils))
- 《나는 PD다》(2008년, tvN)
- 《생방송 퇴근보감 쇼》(2009년, TBS TV)
- 《가문의 내력》(2010년, MBC Dramanet)
- 《하쿠나 마타타》(2010년, MBC every1)
- 《복불복쇼 시즌 2》(2010년, MBC every1)
- 《야생야사》(2010년, KBS N Sports)
- 《연예매거진 엔터테이너스》(2010년, KBS Joy)
- 《야차 스페셜》(2011년, OCN)
- 《7번가의 기적》(2012년, QTV(JTBC2))
- 《당신을 구하는 TV, 우리는 형사다》(2012년, JTBC)
- 《보이프렌드의 헬로 베이비》(2013년, KBS Joy)
- 《아웃도어 쌩쇼 헐~ 대박》(2013년, ONT)
- 《농장 특강 미라클 푸드》(2013년, JTBC)
- 《백만장자 게임 마이턴》(2013년, tvN)
- 《2014 Mnet 랭킹쇼》(2014년, Mnet)
- 《바스켓M》(2014년, KBS N 스포츠)
- 《곽승준의 쿨까당》(2014년, tvN)
- 《인사이드 슈퍼레이스》(2015년, XTM)
- 《부부수업 파뿌리》(2015년, MBN)
- 《ICT 매거진》(2015년, YTN 사이언스)
- 《잡학다식한 남자들의 히든카드 M16》(2016년, XTM)
- 《색깔있는 탐색 트렌드#》(2016년, JTBC)
- 《운빨 레이스》(2016년, 코미디TV)
- 《스포츠 줌 인》(2017년, YTN 사이언스)
- 《나도 CEO》(2017년, JTBC)
- 《속풀이쇼 동치미》(2017년, MBN)
- 《인형뽑기의 신》(2017년, DIA TV)
- 《쩐당포》(2020년, SBS Plus)
- 《뉴스멘터리 전쟁과 사람》(2020년, YTN)
- 《부자의 탄생》(2021년, JTBC2)

### 지상파 프로그램
- 《뭔데이》(2008년, MBC)
- 《천하무적 토요일》(2009년, KBS2)
- 《1 대 100》(2010년, KBS2)
- 《스펀지제로》(2010년, KBS2)
- 《위기탈출 넘버원》(2010년, KBS2)
- 《백점만점 전국 아이돌 체전》(2011년, KBS2)
- 《연예인 복불복 마라톤 대회》(2011년, KBS2)
- 《접속! 무비월드》(2011년, SBS)
- 《승부차기쇼 심장이 뛴다》(2011년, KBS2)
- 《대국민 토크쇼 안녕하세요》(2011년, KBS2)
- 《비타민》(2011년, KBS2)
- 《세바퀴》(2011년, MBC)
- 《출발드림팀 시즌 2》(2011년, KBS2)
- 《1박2일 시즌 2》(2012년, KBS2)
- 《스카우트》(2011년, KBS1)
- 《한가위 특집 매직쇼크》(2012년, MBC)
- 《함께하는세상 - 명사들의 사랑나눔》(2012년, MBC)
- 《시장의 맛》(2012년, KBS2)
- 《황금카메라》(2013년, KBS2)
- 《런닝맨》 (173회) (2013년, SBS)
- 《TV특종 놀라운 세상》(2013년, MBC)
- 《우리동네 예체능》(2014년, KBS2)
- 《동물가족 체험기 와일드 패밀리》(2014년, MBC)
- 《나를 따르라》(2014년, KBS1)
- 《토크쇼 부모 - 그녀의 품격》(2015년, EBS1)
- 《언금술사》(2016년, KBS2)
- 《사건 브리핑 안전상황실》(2019년, EBS1)
- 《역사저널 그날》(2021년, KBS1)

### 드라마출연
- 《연애 말고 결혼》(2014년, tvN) - 자선파티 사회자 역 (특별출연)
- 《초인시대》(2015년, tvN) - 야구해설(목소리) 역
- 《유일랍미》(2015년, 드라마 H & TRENDY) - 상만 역
- 《내일은 실험왕 2》(2016년, 투니버스) - BJ허준 역
- 《심장이 코덕코덕》(2017년, DIA TV) - MC허준 역

## 같이 보기
허강조류(김형철(우노),장신민(우노) 제외)
- 강성민
- 조현민
- 류경진

그외 인물
- 김창열
- 양세찬
- 인트